# Grand Prix Júnior de Patinação Artística no Gelo de 2014–15
O Grand Prix Júnior de Patinação Artística no Gelo de 2014–15 foi a décima oitava temporada do Grand Prix ISU Júnior, uma série de competições de nível júnior de patinação artística no gelo disputada na temporada 2014–15. São distribuídas medalhas em quatro disciplinas, individual masculino e individual feminino, duplas e dança no gelo. Os patinadores ganham pontos com base na sua posição em cada evento e os seis primeiros de cada disciplina são qualificados para competir na final do Grand Prix Júnior, realizada em Barcelona, Espanha.
A competição é organizada pela União Internacional de Patinação (em inglês:  International Skating Union), a série Grand Prix começou em 20 de agosto e continuaram até 14 dezembro de 2014.

## Calendário
| #     | Evento                                  | Localização               | Data              | Notas                       | Ref   |
| ----- | --------------------------------------- | ------------------------- | ----------------- | --------------------------- | ----- |
| 1     | Grand Prix Júnior de Courchevel de 2014 | Courchevel, França        | 20–24 de agosto   | Não houve disputa de duplas | [ 1 ] |
| 2     | Ljubljana Cup de 2014                   | Liubliana, Eslovênia      | 27–31 de agosto   | Não houve disputa de duplas | [ 2 ] |
| 3     | Czech Skate de 2014                     | Ostrava, República Tcheca | 3–7 de setembro   |                             | [ 3 ] |
| 4     | SBC Cup de 2014                         | Aichi, Japão              | 10–14 de setembro | Não houve disputa de duplas | [ 4 ] |
| 5     | Tallinn Cup de 2014                     | Tallinn, Estônia          | 24–28 de setembro |                             | [ 5 ] |
| 6     | Blue Swords de 2014                     | Dresden, Alemanha         | 1–5 de outubro    |                             | [ 6 ] |
| 7     | Croatia Cup de 2014                     | Zagreb, Croácia           | 8–12 de outubro   |                             | [ 7 ] |
| Final | Final do Grand Prix Júnior de 2014–15   | Barcelona, Espanha        | 11–14 de dezembro | Junto com a final sênior    | [ 8 ] |

## Medalhistas

### Grand Prix Júnior de Courchevel
| Evento                        | Ouro                               | Prata                                     | Bronze                                          |
| Individual masculino detalhes | Lee June-hyoung · Coreia do Sul    | Sota Yamamoto · Japão                     | Alexander Samarin · Rússia                      |
| Individual feminino detalhes  | Evgenia Medvedeva · Rússia         | Rin Nitaya · Japão                        | Amber Glenn · Estados Unidos                    |
| Dança no gelo detalhes        | Alla Loboda · Pavel Drozd · Rússia | Madeline Edwards · Zhao Kai Pang · Canadá | Anastasia Shpilevaya · Grigory Smirnov · Rússia |

### Ljubljana Cup
| Evento                        | Ouro                                      | Prata                                     | Bronze                                       |
| Individual masculino detalhes | Jin Boyang · China                        | Alexander Petrov · Rússia                 | Dmitri Aliev · Rússia                        |
| Individual feminino detalhes  | Serafima Sakhanovich · Rússia             | Yuka Nagai · Japão                        | Leah Keiser · Estados Unidos                 |
| Dança no gelo detalhes        | Daria Morozova · Mikhail Zhirnov · Rússia | Brianna Delmaestro · Timothy Lum · Canadá | Holly Moore · Daniel Klaber · Estados Unidos |

### Czech Skate
| Evento                        | Ouro                                        | Prata                                    | Bronze                                               |
| Individual masculino detalhes | Roman Sadovsky · Canadá                     | Alexander Samarin · Rússia               | Sei Kawahara · Japão                                 |
| Individual feminino detalhes  | Evgenia Medvedeva · Rússia                  | Wakaba Higuchi · Japão                   | Karen Chen · Estados Unidos                          |
| Duplas detalhes               | Julianne Séguin · Charlie Bilodeau · Canadá | Lina Fedorova · Maxim Miroshkin · Rússia | Kamilla Gainetdinova · Sergei Alexeev · Rússia       |
| Dança no gelo detalhes        | Mackenzie Bent · Garrett MacKeen · Canadá   | Betina Popova · Yuri Vlasenko · Rússia   | Lorraine McNamara · Quinn Carpenter · Estados Unidos |

### SBC Cup
| Evento                        | Ouro                                      | Prata                              | Bronze                                            |
| Individual masculino detalhes | Jin Boyang · China                        | Shoma Uno · Japão                  | Dmitri Aliev · Rússia                             |
| Individual feminino detalhes  | Serafima Sakhanovich · Rússia             | Yuka Nagai · Japão                 | Elizabet Tursynbayeva · Cazaquistão               |
| Dança no gelo detalhes        | Madeline Edwards · Zhao Kai Pang · Canadá | Alla Loboda · Pavel Drozd · Rússia | Rachel Parsons · Michael Parsons · Estados Unidos |

### Tallinn Cup
| Evento                        | Ouro                                     | Prata                                          | Bronze                                          |
| Individual masculino detalhes | Alexander Petrov · Rússia                | Sota Yamamoto · Japão                          | Zhang He · China                                |
| Individual feminino detalhes  | Miyu Nakashio · Japão                    | Maria Sotskova · Rússia                        | Alsu Kaiumova · Rússia                          |
| Duplas detalhes               | Maria Vigalova · Egor Zakroev · Rússia   | Kamilla Gainetdinova · Sergei Alexeev · Rússia | Anastasia A. Gubanova · Alexei Sintsov · Rússia |
| Dança no gelo detalhes        | Anna Yanovskaya · Sergey Mozgov · Rússia | Mackenzie Bent · Garrett MacKeen · Canadá      | Oleksandra Nazarova · Maksym Nikitin · Ucrânia  |

### Blue Swords
| Evento                        | Ouro                                        | Prata                                                | Bronze                                       |
| Individual masculino detalhes | Andrei Lazukin · Rússia                     | He Zhang · China                                     | Yaroslav Paniot · Ucrânia                    |
| Individual feminino detalhes  | Wakaba Higuchi · Japão                      | Elizabet Turzynbaeva · Cazaquistão                   | Alexandra Proklova · Rússia                  |
| Duplas detalhes               | Julianne Seguin · Charlie Bilodeau · Canadá | Lina Fedorova · Maxim Miroshkin · Rússia             | Chelsea Liu · Brian Johnson · Estados Unidos |
| Dança no gelo detalhes        | Betina Popova · Yuri Vlasenko · Rússia      | Lorraine McNamara · Quinn Carpenter · Estados Unidos | Brianna Delmaestro · Timothy Lum · Canadá    |

### Croatia Cup
| Evento                        | Ouro                                     | Prata                                             | Bronze                                    |
| Individual masculino detalhes | Shoma Uno · Japão                        | Nathan Chen · Estados Unidos                      | Lee June-hyoung · Coreia do Sul           |
| Individual feminino detalhes  | Maria Sotskova · Rússia                  | Karen Chen · Estados Unidos                       | Alexandra Proklova · Rússia               |
| Duplas detalhes               | Maria Vigalova · Egor Zakroev · Rússia   | Daria Beklemisheva · Maxim Bobrov · Rússia        | Renata Oganesian · Mark Bardei · Ucrânia  |
| Dança no gelo detalhes        | Anna Yanovskaya · Sergey Mozgov · Rússia | Rachel Parsons · Michael Parsons · Estados Unidos | Carolina Moscheni · Ádám Lukács · Hungria |

### Final do Grand Prix Júnior
| Evento                        | Ouro                                        | Prata                                    | Bronze                                 |
| Individual masculino detalhes | Shoma Uno · Japão                           | Sota Yamamoto · Japão                    | Alexander Petrov · Rússia              |
| Individual feminino detalhes  | Evgenia Medvedeva · Rússia                  | Serafima Sakhanovich · Rússia            | Wakaba Higuchi · Japão                 |
| Duplas detalhes               | Julianne Séguin · Charlie Bilodeau · Canadá | Lina Fedorova · Maxim Miroshkin · Rússia | Maria Vigalova · Egor Zakroev · Rússia |
| Dança no gelo detalhes        | Anna Yanovskaya · Sergey Mozgov · Rússia    | Alla Loboda · Pavel Drozd · Rússia       | Betina Popova · Yuri Vlasenko · Rússia |

## Classificação para a Final do Grand Prix Júnior
Cada patinador pontua dependendo da posição obtida, somando as duas melhores pontuações. Os seis melhores se classificam para disputa da final. A pontuação por eventos é a seguinte:
| Pos. | Pontos (Individuais/Dança) | Pontos (Duplas) |
| ---- | -------------------------- | --------------- |
| 1º   | 15                         | 15              |
| 2º   | 13                         | 13              |
| 3º   | 11                         | 11              |
| 4º   | 9                          | 9               |
| 5º   | 7                          | 7               |
| 6º   | 5                          | 5               |
| 7º   | 4                          | 4               |
| 8º   | 3                          | 3               |
| 9º   | 2                          | –               |
| 10º  | 1                          | –               |

### Classificados
|             | Masculino             | Feminino                  | Duplas                                    | Dança no gelo                           |
| ----------- | --------------------- | ------------------------- | ----------------------------------------- | --------------------------------------- |
| 1           | CHN Jin Boyang        | RUS Serafima Sakhanovich  | CAN Julianne Séguin / Charlie Bilodeau    | RUS Anna Yanovskaya / Sergey Mozgov     |
| 2           | JPN Shoma Uno         | RUS Evgenia Medvedeva     | RUS Maria Vigalova / Egor Zakroev         | RUS Betina Popova / Yuri Vlasenko       |
| 3           | RUS Alexander Petrov  | JPN Wakaba Higuchi        | RUS Lina Fedorova / Maxim Miroshkin       | CAN Mackenzie Bent / Garrett MacKeen    |
| 4           | KOR Lee June-hyoung   | RUS Maria Sotskova        | RUS Kamilla Gainetdinova / Sergei Alexeev | RUS Alla Loboda / Pavel Drozd           |
| 5           | JPN Sota Yamamoto     | JPN Yuka Nagai            | RUS Daria Beklemisheva / Maxim Bobrov     | CAN Madeline Edwards / Zhao Kai Pang    |
| 6           | CAN Roman Sadovsky    | JPN Miyu Nakashio         | USA Chelsea Liu / Brian Johnson           | RUS Daria Morozova / Mikhail Zhirnov    |
| Substitutos |                       |                           |                                           |                                         |
| 1º          | CHN Zhang He          | USA Karen Chen            | RUS Anastasia Gubanova / Alexei Sintsov   | USA Rachel Parsons / Michael Parsons    |
| 2º          | RUS Alexander Samarin | KAZ Elizabet Tursynbayeva | UKR Renata Oganesian / Mark Bardei        | USA Lorraine McNamara / Quinn Carpenter |
| 3º          | RUS Dmitri Aliev      | JPN Rin Nitaya            | JPN Ami Koga / Francis Boudreau Audet     | CAN Brianna Delmaestro / Timothy Lum    |